# Copa centreafricana de futbol
La copa centreafricana de futbol (o Coupe Nationale) és la principal competició futbolística per eliminatòries de la República Centreafricana. És organitzada per la Fédération Centrafricaine de Football.

## Historial
Font:
- 1974: AS Tempête Mocaf
- 1975
- 1976: Red Star
- 1977: Sodiam Sports
- 1978: TP USCA Bangui
- 1979: Sodiam Sports
- 1980: Anges de Fatima
- 1981: Anges de Fatima
- 1982: AS Tempête Mocaf
- 1983: Avia Sports
- 1984: Stade Centrafricain
- 1985: AS Tempête Mocaf
- 1986
- 1987
- 1988: TP USCA Bangui
- 1989: Réal Olympique Castel
- 1990: FACA
- 1991: Anges de Fatima 6-2 Anges Makaron
- 1992: AS Tempête Mocaf 1-1 Anges de Fatima
- 1993: Anges de Fatima 3-2 Stade Centrafricain
- 1994: FACA
- 1995
- 1996
- 1997: TP USCA Bangui 2-0 Anges de Fatima
- 1998: Anges de Fatima 3-0 AS Petroca
- 1999: Réal Olympique Castel
- 2000: Anges de Fatima 2-1 Olympic Real de Bangui
- 2001: Stade Centrafricain 2-1 AS Tempête Mocaf
- 2002: desconegut
- 2003: AS Tempête Mocaf 8-0 Ouham Pendé de Bozoum
- 2004: TP USCA Bangui 2-0 Onze Carats de la Mambéré Kadéï
- 2005: TP USCA Bangui venç Lobaye Selection
- 2006: desconegut
- 2007: desconegut
- 2008: Anges de Fatima 2-1 Stade Centrafricain

Coupe Barthélémy Boganda
- 2009: Anges de Fatima 3-1 Stade Centrafricain
- 2010: DFC8 1-0 Stade Centrafricain
- 2011: AS Tempête Mocaf 2-1 (pr.) DFC8
- 2012: desconegut / final entre Anges de Fatima i Olympic Real de Bangui[3]
- 2013-2015: desconegut
- 2016: Anges de Fatima 1-0 Sica Sport[4]
- 2017: Anges de Fatima 1-0 Olympic Real de Bangui[5]
- 2018: desconegut
- 2019: Stade Centrafricain 3-1 Anges de Fatima